# Wilhelm Sasnal

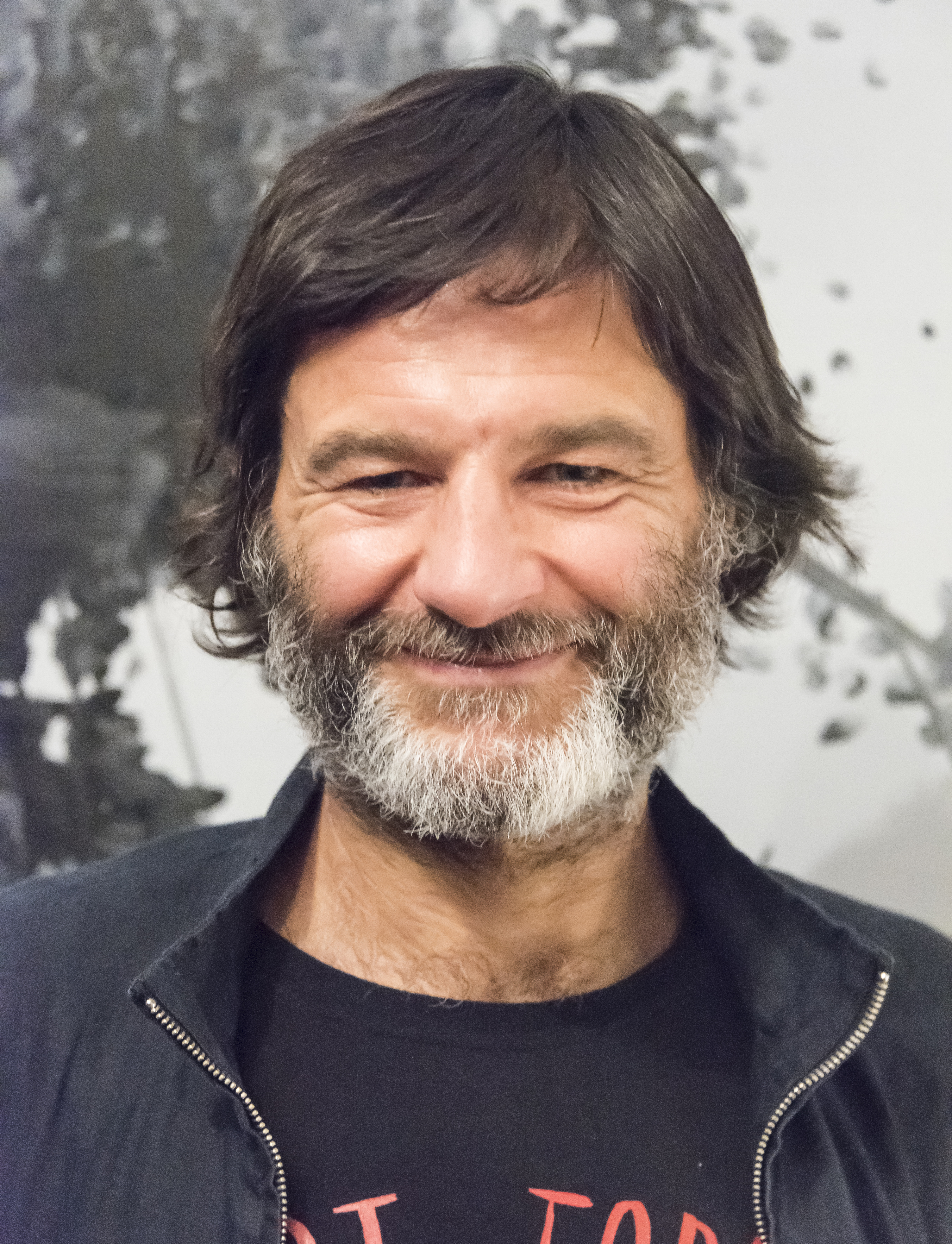
Wilhelm Sasnal (2022)

Wilhelm Tomasz Sasnal (Tarnów, 29 de diciembre de 1972) es un artista polaco.
Estudió pintura en la Academia de Bellas Artes de Cracovia, donde se graduó en 1999. En 1996 había fundado, junto con otros artistas, un grupo al que llamaron «Ladnie», con el que buscaban alejarse de los postulados academicistas y conseguir la atención del público y de los galeristas, pero Sasnal pronto abandonó tal grupo, que acabó disolviéndose. En el año 2006, Wilhelm Sasnal ganó con tres obras cinematográficas el Premio Bienal para el Arte Contemporáneo Vincent van Gogh.